# Undeuchaeta incisa
Undeuchaeta incisa är en kräftdjursart som beskrevs av Esterly 1911. Undeuchaeta incisa ingår i släktet Undeuchaeta och familjen Aetideidae. Inga underarter finns listade i Catalogue of Life.